# 阿爾米祕鱂
阿爾米祕鱂為輻鰭魚綱鯉齒目鯉齒亞目鯉齒鱂科的其中一種，被IUCN列為極危保育類動物，分布於歐洲希臘的Almiri泉及Meligou泉流域，雄魚體長可達2.8公分，雌魚體長可達3.7公分，棲息在植被生長，半鹹淡水的泉水區，成群活動，游動快速，繁殖期在春末夏初，雌魚產1-3顆卵。

## 擴展閱讀
維基物種上的相關：阿爾米祕鱂